# Symbolica
Symbolica ist ein Trackless Dark Ride im niederländischen Themenpark Efteling. Die Attraktion basiert auf den Geschichten rund um das Parkmaskottchen Pardoes. Mit Kosten von 35 Millionen Euro ist es die teuerste Attraktion in der Geschichte des Parks und die teuerste Attraktion in den Benelux-Ländern. Die Attraktion wurde mitten im Park an der Pardoes-Promenade im Themenbereich „Fantasie“ errichtet. Der zentrale Verteilungsplatz, der Brink, musste dafür weichen.

## Geschichte
Im Jahr 2010 kündigte Efteling an, im Jahr 2012 anlässlich des 60-jährigen Bestehens des Parks einen Dark Ride eröffnen zu wollen. Am zentralen Brink sollte ein ähnlicher Palast wie die letzte Symbolica errichtet werden, allerdings größer. Die Warteschlangen würden sich nördlich der Attraktion befinden und hinter dem Gebäude gäbe es einen Aussichtspunkt, von dem aus die Besucher auf den dahinter liegenden Teich blicken könnten.
Genau wie die letzte Attraktion Symbolica wäre die Attraktion dem Maskottchen Pardoes gewidmet, wobei die Fahrzeuge wie ein Observatorium durch seinen Palast fahren würden. Efteling hat mit Vekoma für das Transportsystem zusammengearbeitet. Die Fahrzeuge würden zu beweglichen Ständern, die an einem Roboterarm befestigt seien, sodass sich der Ständer in verschiedene Richtungen drehen und neigen könne: eine Art Robocoaster, aber langsamer und größer. Aufgrund von Problemen mit dem Transportsystem wurde der Plan bereits in der Entwurfsphase entworfen.
Der Plan wurde 2015 wieder aufgenommen und die Nachricht 2016 nach außen kommuniziert. Die neue Attraktion erhielt einen anderen Namen, ein neues Transportsystem und ein völlig neues Design. In Symbolica sind mehrere Elemente des ursprünglichen Attraktionsdesigns zu finden, beispielsweise das Observatorium. Auch der Platz vor der Symbolica trägt den Namen Hartenhof. Die ursprüngliche Planung sah auch weitere Gebäude rund um den Hartenhof vor, die Gastronomieeinrichtungen und ein Toilettengebäude enthielten. Dies geschah tatsächlich in Form von Polles Keuken.
Der Bau begann schließlich am 11. Januar 2016. In den Tagen vor der Eröffnung am 1. Juli 2017 durften Dauerkarteninhaber, Mitarbeiter und Presse bereits einen Blick auf die Attraktion werfen.

## Technik

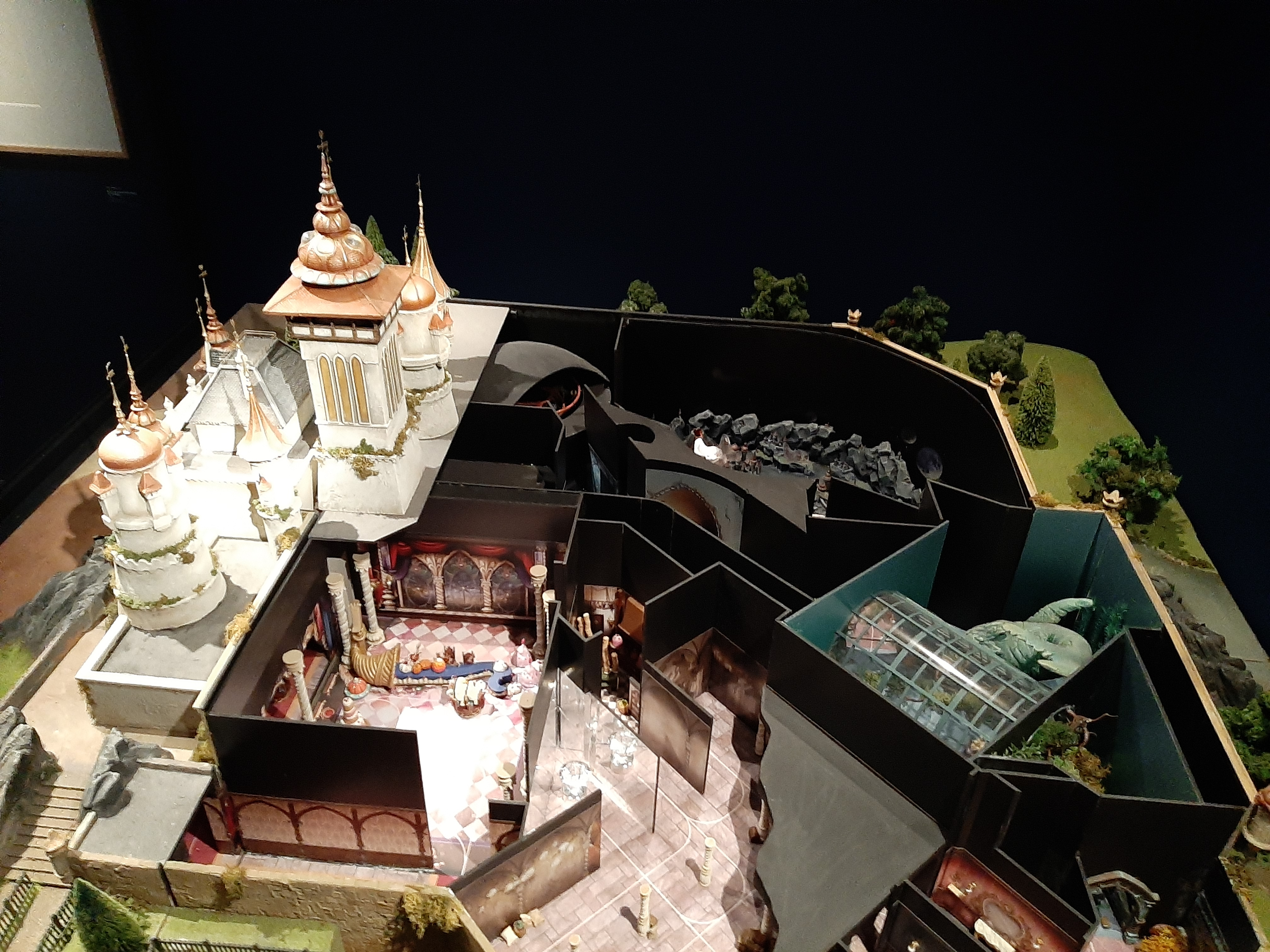
Modell von Symbolica

Symbolica ist ein Trackless Dark Ride von ETF Ride Systems. Da ohne Schienen eine Energieversorgung von außen nicht praktikabel ist, beinhaltet jedes Fahrzeug ein Batteriemodul, das etwa vierzehn Stunden lang Energie liefert. Genug, um die Attraktion theoretisch 120 Mal zu fahren. Eine Fahrt mit Symbolica dauert sieben Minuten. Die Höchstgeschwindigkeit der Fahrzeuge beträgt 4,3 km/h. Es gibt insgesamt 34 Fahrzeuge, zwei davon sind behindertengerecht ausgestattet. Der Behindertenbahnhof liegt zwischen dem Ein- und Ausstiegsbahnhof. Der Eingang für Behinderte befindet sich am Ausgang.
Der Dark Ride ist schienenlos (trackless); die Führung der Wagen erfolgt durch induktiv abgetastete Kabel, die unter dem Boden verlegt sind. Jedes Fahrzeug hat zwei Sitzreihen, in jeder Reihe sitzen maximal vier Personen, wenn mindestens zwei davon Kinder sind, anderenfalls maximal drei Personen. Daraus ergibt sich für Symbolica eine theoretische Kapazität von 1.400 Personen pro Stunde.
Die Fahrzeuge wurden von Efteling selbst entworfen. Markante Details sind der Fantasie-Globus an der Fahrzeugfront und die Treibstoffflasche am Fahrzeugheck. Die Fahrzeuge verfügen außerdem über Lautsprecher an Bord, sodass verschiedene Soundeffekte zu hören sind.
Bis zum 20. September 2018 war Symbolica der einzige Trackless Dark Ride in den Niederlanden. Allerdings handelte es sich nicht um den ersten Trackless Dark Ride, sondern um die dritte Attraktion dieser Art in den Niederlanden. Die anderen beiden befanden sich in Yumble Roermond und Ecodrome. Beide wurden inzwischen entfernt.

## Auszeichnungen
Im April 2018 erhielt die Attraktion den Thea Award für herausragende Leistungen. Der Preis kann als Versatzstück im Observatorium gefunden werden.
Der Betreiber Efteling erhielt 2018 für Symbolica den FKF-Award des Freundeskreis Kirmes und Freizeitparks e.V. des Jahres 2017.